# Anselm Franz von Ingelheim (1683–1749)

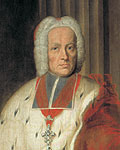
Anselm Franz von Ingelheim, Fürstbischof von Würzburg (1746–1749)

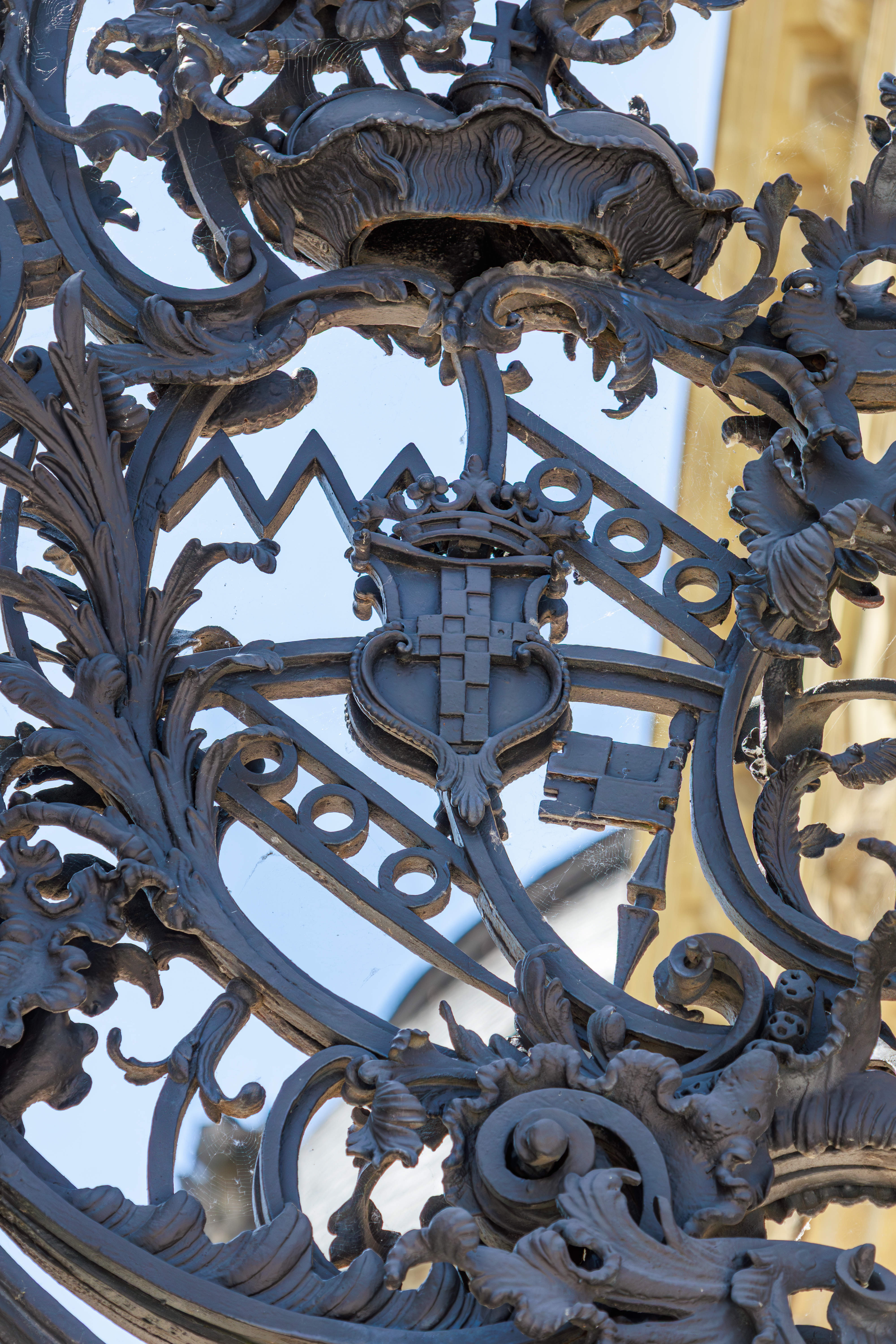
Wappen des Fürstbischofs im Torbogen der Würzburger Residenz (Hofgarten)

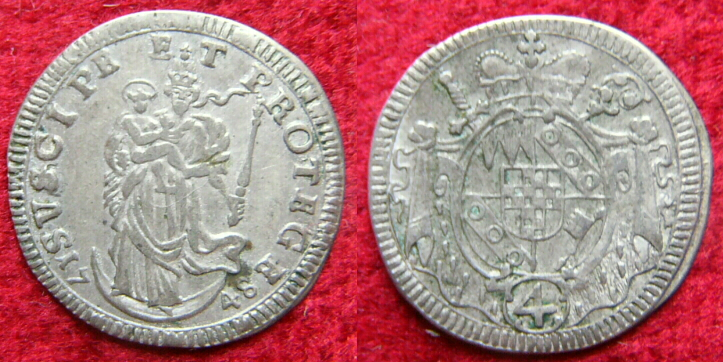
4 Kreuzer von 1748 mit dem gemehrten Wappen des Bischofs

Anselm Franz von Ingelheim (* 12. November 1683; † 9. Februar 1749) war von 1746 bis 1749 Würzburger Fürstbischof. Auf ihn gehen einige Universitätsreformen zurück. So kürzte er die Studienzeit der Philosophie von drei auf zwei Jahre.

## Leben
Das Geschlecht von Ingelheim hat seinen Sitz in Ober-Ingelheim bei Mainz. Anselm Franz Graf von Ingelheim war das älteste Kind von Franz Adolf Dietrich Pfalzgraf, Reichsfreiherr und Reichsgraf von Ingelheim gen. Echter von und zu Mespelbrunn sowie von Ursula Kämmerin von Worms, Freiin von Dalberg (1668–1730). Er hatte noch 21 Geschwister und war das Patenkind des gleichnamigen Mainzer Kurfürsten und Erzbischofs Anselm Franz von Ingelheim (1634–1695), der ein Großcousin seines Großvaters war.
Seine Laufbahn begann mit den Domherrenpräbenden zu Mainz und Würzburg. Als 21-Jähriger ging er mit seinem zwei Jahre jüngeren Bruder Rudolf Johann Friedrich 1703 zum studium biennale nach Rom, um sich auf das Theologie-Studium vorzubereiten. Am 5. März 1706 verstarb sein Bruder auf der Rückreise in Venedig und wurde dort in der Kirche St. Cassiano beigesetzt. Am 31. Dezember 1728 wurde Anselm Franz von Ingelheim zum Priester geweiht. Er war Kapitular am Stift St. Alban vor Mainz und Propst am Stift St. Viktor vor Mainz. Am 29. August 1746 wurde er vom Domkapitel zum Fürstbischof von Würzburg gewählt, dem das kaiserliche Dekret zur Nominierung als Herzog von Franken folgte. Die Bestätigung durch Papst Benedikt XIV. erfolgte am 28. November 1746. Konsekriert wurde er erst am 27. August 1747 „wegen zugestosener und lang anhaltender Krankheit“. Die Weihe erfolgte durch den Würzburger Weihbischof Johann Bernhard Mayer.
Anselm Franz von Ingelheim unterstützte im Unterschied zu seinem Vorgänger Friedrich Carl von Schönborn und dessen älterem Bruder und Vor-Vorgänger in Würzburg, Johann Philipp Franz von Schönborn, den Baumeister Balthasar Neumann sehr wenig. Neumann wurde als Oberbaudirektor entlassen, doch blieb er weiterhin als Offizier angestellt. Ingelheim galt als geldgierig und gewinnsüchtig und soll nur Interesse für Goldmacherei und Alchimie gehabt haben, so dass der Residenzbau stockte. Ein zeitgenössischer Geschichtsschreiber meint: „Er unterhielt mit großen Unkosten verschiedene, aus fremden Orten herbey geloffene und berufene Laboranten, an deren Occupation Er ein besonderes Belieben getragen, die ihm aber einerseits viel Unheyl zugezogen, ander Seits einen großen Theil von dem Lob und Glory seiner Regierung benommen, welche er sonsten würde gehabt haben, wann Er weniger dergleichen Leut geliebt und geachtet“.
Anselm Franz starb nach nicht einmal eineinhalbjähriger Regierungszeit als Fürstbischof von Würzburg. Im „Andachtsbuch“ findet sich folgender Eintrag: „d 9.tn Februarij 1749 seynd IhroHochfürstl. Gn. todt in dero Bett gefunden worden“.
Der Trierer Chorbischof Anton Dietrich Carl von Ingelheim (1690–1750) war sein jüngerer Bruder.

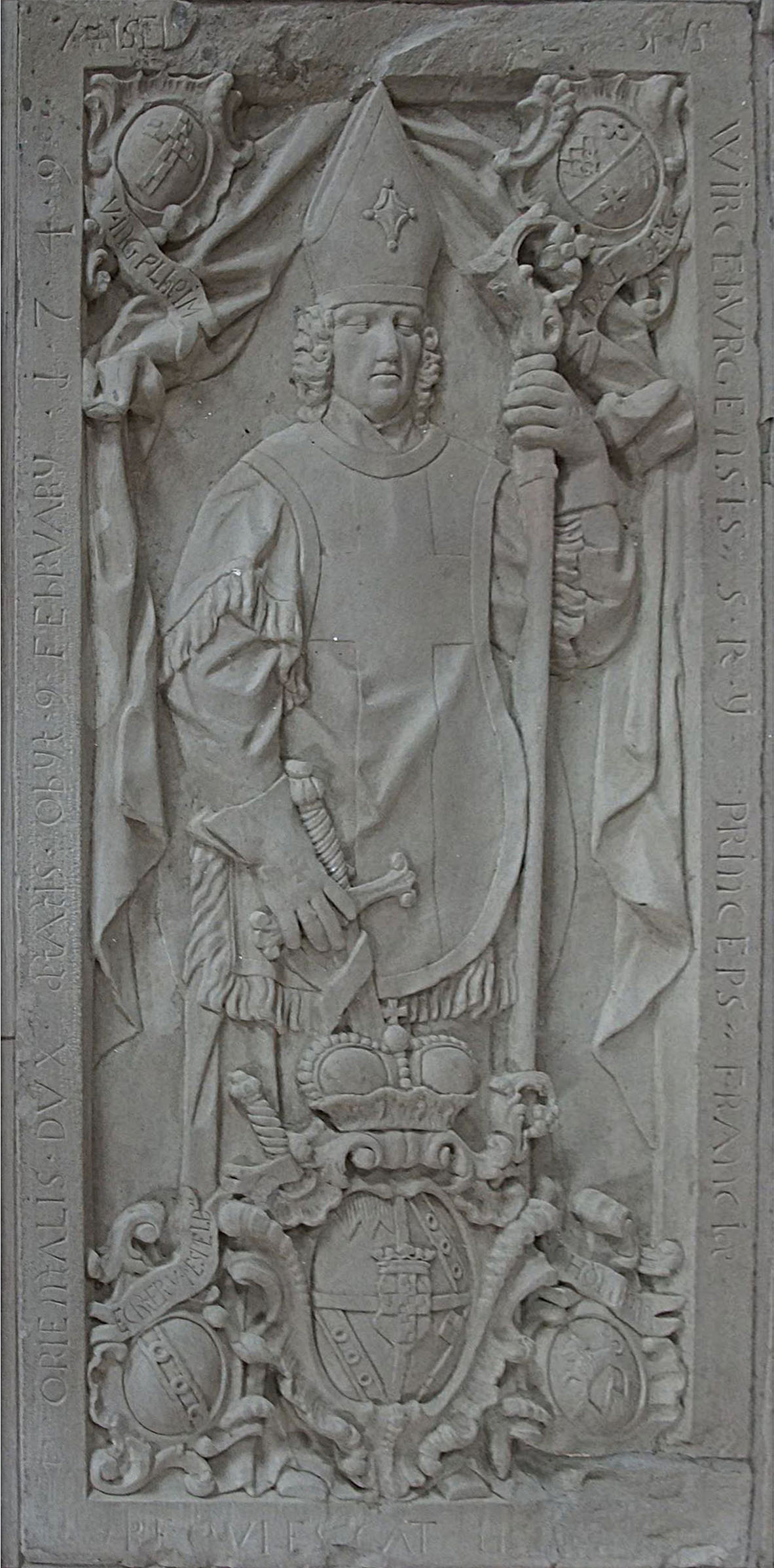
Grablege in der Marienkirche (Würzburg)

Nach dem Tod von Anselm Franz berief sein Nachfolger Karl Philipp von Greiffenclau-Vollraths, ein Verwandter der Familie Schönborn, Neumann wieder als Oberbaudirektor.